# Conference League 2002-2003
La Conference League 2002-2003, conosciuta anche con il nome di Nationwide Conference per motivi di sponsorizzazione, è stata la 24ª edizione del campionato inglese di calcio di quinta divisione.
A partire da questa stagione viene messa in palio una seconda promozione, attraverso la disputa dei play off, che coinvolgono le squadre classificate dal 2º al 5º posto.

## Squadre partecipanti
| Squadra                           | Città                | Stagione precedente                                            |
| --------------------------------- | -------------------- | -------------------------------------------------------------- |
| Barnet                            | Londra (High Barnet) | 5º posto in Conference League                                  |
| Burton Albion                     | Burton upon Trent    | 1º posto in Northern Premier League Premier Division, promosso |
| Chester City                      | Chester              | 14º posto in Conference League                                 |
| Dagenham & Redbridge              | Londra (Dagenham)    | 2º posto in Conference League                                  |
| Doncaster Rovers                  | Doncaster            | 4º posto in Conference League                                  |
| Farnborough Town                  | Farnborough          | 7º posto in Conference League                                  |
| Forest Green Rovers               | Nailsworth           | 18º posto in Conference League                                 |
| Gravesend & Northfleet            | Northfleet           | 1º posto in Isthmian League Premier Division, promosso         |
| Halifax Town                      | Halifax              | 24º posto in Football League Third Division, retrocesso        |
| Hereford United                   | Hereford             | 17º posto in Conference League                                 |
| Kettering Town                    | Kettering            | 1º posto in Southern League Premier Division, promosso         |
| Leigh Railway Mechanics Institute | Leigh                | 16º posto in Conference League                                 |
| Margate                           | Margate              | 8º posto in Conference League                                  |
| Morecambe                         | Morecambe            | 6º posto in Conference League                                  |
| Northwich Victoria                | Northwich            | 13º posto in Conference League                                 |
| Nuneaton Borough                  | Nuneaton             | 10º posto in Conference League                                 |
| Scarborough                       | Scarborough          | 12º posto in Conference League                                 |
| Southport                         | Southport            | 15º posto in Conference League                                 |
| Stevenage Borough                 | Stevenage            | 11º posto in Conference League                                 |
| Telford United                    | Telford              | 9º posto in Conference League                                  |
| Woking                            | Woking               | 19º posto in Conference League                                 |
| Yeovil Town                       | Yeovil               | 3º posto in Conference League                                  |

## Classifica finale
|  | Pos. | Squadra                | Pt | G  | V  | N  | P  | GF  | GS | DR  |
|  | ---- | ---------------------- | -- | -- | -- | -- | -- | --- | -- | --- |
|  | 1    | Yeovil Town            | 95 | 42 | 28 | 11 | 3  | 100 | 37 | +63 |
|  | 2    | Morecambe              | 78 | 42 | 23 | 9  | 10 | 86  | 42 | +44 |
|  | 3    | Doncaster              | 78 | 42 | 22 | 12 | 8  | 73  | 47 | +26 |
|  | 4    | Chester City           | 75 | 42 | 21 | 12 | 9  | 59  | 31 | +28 |
|  | 5    | Dag & Red              | 72 | 42 | 21 | 9  | 12 | 71  | 59 | +12 |
|  | 6    | Hereford Utd           | 64 | 42 | 19 | 7  | 16 | 64  | 51 | +13 |
|  | 7    | Scarborough            | 64 | 42 | 18 | 10 | 14 | 63  | 54 | +9  |
|  | 8    | Halifax Town           | 64 | 42 | 18 | 10 | 14 | 50  | 51 | -1  |
|  | 9    | Forest Green           | 59 | 42 | 17 | 8  | 17 | 61  | 62 | -1  |
|  | 10   | Margate                | 56 | 42 | 15 | 11 | 16 | 60  | 66 | -6  |
|  | 11   | Barnet                 | 53 | 42 | 13 | 14 | 15 | 65  | 68 | -3  |
|  | 12   | Stevenage              | 52 | 42 | 14 | 10 | 18 | 61  | 55 | +6  |
|  | 13   | Farnborough Town       | 51 | 42 | 13 | 12 | 17 | 57  | 56 | +1  |
|  | 14   | Northwich Victoria     | 51 | 42 | 13 | 12 | 17 | 66  | 72 | -6  |
|  | 15   | Telford Utd            | 49 | 42 | 14 | 7  | 21 | 54  | 69 | -15 |
|  | 16   | Burton Albion          | 49 | 42 | 13 | 10 | 19 | 52  | 77 | -25 |
|  | 17   | Gravesend & Northfleet | 48 | 42 | 12 | 12 | 18 | 62  | 73 | -11 |
|  | 18   | Leigh                  | 48 | 42 | 14 | 6  | 22 | 44  | 71 | -27 |
|  | 19   | Woking                 | 47 | 42 | 11 | 14 | 17 | 52  | 81 | -29 |
|  | 20   | Nuneaton Borough       | 46 | 42 | 13 | 7  | 22 | 51  | 78 | -27 |
|  | 21   | Southport              | 45 | 42 | 11 | 12 | 19 | 54  | 69 | -15 |
|  | 22   | Kettering Town         | 31 | 42 | 8  | 7  | 27 | 37  | 73 | -36 |

Legenda:
      Promosso in Football League Third Division 2003-2004.
  Ammesso ai play-off.
      Retrocesso in Northern Premier League 2003-2004.
      Retrocesso in Isthmian League 2003-2004.
      Retrocesso in Southern League 2003-2004.
Regolamento:
Tre punti a vittoria, uno a pareggio, zero a sconfitta.
In caso di arrivo di due o più squadre a pari punti, la graduatoria viene stilata secondo i seguenti criteri:
- differenza reti
- maggior numero di gol segnati

## Spareggi

### Play-off

#### Tabellone
|  | Semifinali | Semifinali      | Semifinali | Semifinali | Semifinali |  |  | Finale          | Finale          | Finale |  |
|  |            |                 |            |            |            |  |  |                 |                 |        |  |
|  | 5          | Dag & Red (dtr) | 2          | 1          | 3 (3)      |  |  |                 |                 |        |  |
|  | 2          | Morecambe       | 1          | 2          | 3 (2)      |  |  | Dag & Red       | Dag & Red       | 2      |  |
|  | 4          | Chester City    | 1          | 1          | 2 (3)      |  |  | Doncaster (dts) | Doncaster (dts) | 3      |  |
|  | 3          | Doncaster (dtr) | 1          | 1          | 2 (4)      |  |  |                 |                 |        |  |

#### Semifinali
|                      | Risultati     |                      | Luogo             |
| -------------------- | ------------- | -------------------- | ----------------- |
| Dagenham & Redbridge | 2-1           | Morecambe            | Londra (Dagenham) |
| Morecambe            | 2-1 (2-3 dtr) | Dagenham & Redbridge | Morecambe         |
|                      |               |                      |                   |
| Chester City         | 1-1           | Doncaster Rovers     | Chester           |
| Doncaster Rovers     | 1-1 (4-3 dtr) | Chester City         | Doncaster         |
|                      |               |                      |                   |

#### Finale
|                  | Risultati |                      | Luogo          |
| ---------------- | --------- | -------------------- | -------------- |
| Doncaster Rovers | 3-2 (dts) | Dagenham & Redbridge | Stoke on Trent |
|                  |           |                      |                |